# Landesverkehrsamt Brandenburg
Das Landesverkehrsamt Brandenburg (LVA) war eine Behörde zur Verwaltung von Privat- und Kleinbahnen in der Provinz (Mark) Brandenburg.

## Geschichte
Für die zahlreichen Privat- und Kleinbahnen, die an der Wende vom 19. zum 20. Jahrhundert auch in der preußischen Provinz Brandenburg entstanden, bildete die Provinzialverwaltung im Jahre 1903 eine Kleinbahnabteilung. Sie sollte alle Aufgaben übernehmen, die gemeinsam besser zu lösen waren, und auf eine spätere Zusammenfassung der selbständigen Betriebe hinarbeiten. An einer Reihe von Bahngesellschaften war die Provinz finanziell beteiligt.
Alle diese Bahnen konnten z. B. die zentralen Werkstätten in Brandenburg, Müncheberg und Perleberg nutzen und bei Ausfällen von Lokomotiven Ersatzfahrzeuge bei anderen Bahnen ausleihen.
Diese Überlegungen verstärkten sich in der Wirtschaftskrise der Nachkriegszeit, so dass 1920 das Landesverkehrsamt der Provinz Brandenburg geschaffen wurde. 1923 erhielt es als Landesverkehrsdirektion die Rechtsform einer GmbH. Die Firma wurde 1931 in Landeseisenbahndirektion Brandenburg GmbH geändert. Zu dieser Zeit führte die LED den Betrieb von 16 der 40 Privat- und Kleinbahnen, die in der Provinz vorhanden waren.
Am 1. Januar 1934 kam es zu einer erneuten Umorganisation der Behörde. Sie nannte sich nun Landesverkehrsamt Brandenburg – Eisenbahnabteilung des Oberpräsidenten der Provinz Mark Brandenburg (Verwaltung des Provinzialverbandes). Ihr Sitz wurde 1939 von Berlin nach Potsdam verlegt.

## Beteiligte Bahnen
Das LVA führte 1939 den Betrieb folgender Bahnen:
- Altlandsberger Kleinbahn
- Buckower Kleinbahn
- Friedeberger Kleinbahn
- Jüterbog-Luckenwalder Kreiskleinbahnen (bis 15. Februar 1939) (Schmalspur)
- Kleinbahn Freienwalde–Zehden
- Kleinbahn Friedeberg–Alt Libbehne GmbH
- Kleinbahn Küstrin–Hammer
- Kreisbahn Beeskow–Fürstenwalde
- Lehniner Kleinbahn
- Müncheberger Kleinbahn
- Oderbruchbahn
- Ostprignitzer Kreiskleinbahnen
  - Kleinbahn Kyritz–Hoppenrade–Breddin (Schmalspur)
  - Kleinbahn Lindenberg–Pritzwalk (Schmalspur)
  - Kleinbahn Lindenberg–Kreuzweg (Schmalspur)
  - Kleinbahn Pritzwalk–Putlitz
  - Kleinbahn Putlitz–Suckow
- Spreewaldbahn AG (Schmalspur)
- Westprignitzer Kreiskleinbahnen
  - Kleinbahn Perleberg–Karstädt–Berge–Perleberg
  - Kleinbahn Perleberg–Hoppenrade (Schmalspur)
  - Kleinbahn Viesecke–Glöwen (Schmalspur)
- Weststernberger Kreiskleinbahn

Außerdem bearbeitete das LVA die Direktionsgeschäfte der
- Brandenburgischen Städtebahn sowie der
- Dahme-Uckroer Eisenbahn  und die Vorstandsgeschäfte der
- Kleinbahn Gransee–Neuglobsow
- Prenzlauer Kreisbahnen ab 1943

## Weitere Entwicklung
Nach dem Ende des Zweiten Weltkrieges konnte man ohne Rücksicht auf die Eigentumsverhältnisse alle nicht zur Deutschen Reichsbahn gehörenden Bahnen in einer Verwaltung zusammenfassen. Zu diesem Zweck verwandelte man am 1. Oktober 1946 das LVA in die Generaldirektion der Provinzialbahnen der Mark Brandenburg. In den folgenden Jahren wurden sämtliche Privatbahnen enteignet und gingen mit den übrigen Kleinbahnen am 1. Juli 1948 in die VVB Verkehr  über. Schon am 1. April 1949 übernahm die Deutsche Reichsbahn die Verwaltung und Nutznießung dieser Bahnen. Damit konnte die Verwaltung der Provinzialbahnen aufgelöst werden.